# Dominica nos Jogos Olímpicos de Verão de 2008
Dominica participou dos Jogos Olímpicos de Verão de 2008 em Pequim, na China. O país estreou nos Jogos em 1996 e em Pequim fez sua 4ª apresentação.

## Desempenho

### Atletismo
Masculino
| Atleta          | Prova | Elim. | Elim. | Quartas     | Quartas     | Semifinal   | Semifinal   | Final       | Final       |
| Atleta          | Prova | Res.  | Pos.  | Res.        | Pos.        | Res.        | Pos.        | Res.        | Pos.        |
| --------------- | ----- | ----- | ----- | ----------- | ----------- | ----------- | ----------- | ----------- | ----------- |
| Chris Lloyd     | 200 m | 20.90 | 33    | Não avançou | Não avançou | Não avançou | Não avançou | Não avançou | Não avançou |
| Erison Hurtault | 400 m | 46.10 | 34    |             |             | Não avançou | Não avançou | Não avançou | Não avançou |